# Heinrich Friedrich von Storch
 (mars 2019).
 (mars 2019).
Si vous disposez d'ouvrages ou d'articles de référence ou si vous connaissez des sites web de qualité traitant du thème abordé ici, merci de compléter l'article en donnant les références utiles à sa vérifiabilité et en les liant à la section « Notes et références ».
Heinrich Friedrich von Storch, connu en Russie sous le nom d'Andreï Karlovitch Chtorkh (en russe : Андрей Карлович Шторх, né le 18 février 1766 (1er mars dans le calendrier grégorien) à Riga et mort le 1er novembre 1835 (13 novembre dans le calendrier grégorien) à Saint-Pétersbourg), est un économiste russe.
Von Storch connaissait très bien les conditions économiques en Russie. Dans ses œuvres, il a illustré ses pensées encore et encore avec des exemples pratiques de la vie russe. Il s'est avéré être un farouche opposant au servage, qu'il blâmait pour le retard de l'économie russe. Il a également critiqué la morosité du système judiciaire russe, le gaspillage et l'endettement des dignitaires. C'est pourquoi le livre a été victime de la censure en Russie.
Von Storch s'inspire principalement de l'œuvre d'Adam Smith, mais est aussi influencé par Jean-Baptiste Say, Jean-Charles-Léonard Simonde de Sismondi, Anne Robert Jacques Turgot et Jeremy Bentham, dont il adopte certains textes à la lettre. Il a notamment développé la théorie des "biens intérieurs". Il entendait par là les biens idéaux d'un être humain ou d'un peuple, tels que la force morale, l'intelligence, l'esthétique, la culture, etc. Pour von Storch, il existe un lien entre le développement économique et culturel d'un pays. En conséquence, il s'est demandé comment la Russie pourrait surmonter son retard culturel et économique par rapport à l'Europe occidentale et a essayé de développer une théorie de la civilisation d'un point de vue économique.